# スルタン・サラディン・アブドゥル・アジズ・モスク
スルタン・サラディン・アブドゥル・アジズ・モスク (マレー語:Masjid Sultan Salahuddin Abdul Aziz)は、マレーシア・スランゴール州の州都シャーアラムにあるモスク。青色をしていることから、通称、ブルーモスクと呼ばれている。マレーシア最大のモスクであり、東南アジアにおいても、インドネシアのジャカルタにあるイスティクラル・モスクの次いで2番目の規模である。4つのミナレットが立っている。
ブルーモスクと呼ばれるモスクには、他にスルタンアフメト・モスクがある。